# Antiochijský melchitský patriarchát
Antiochijský melchitský patriarchát (latinsky Patriarchiatus Antiochenus Graecorum Melkitarum) je patriarchát Melchitské řeckokatolické církve. Patriarcha je hlavou této církve, náleží mu titul "Patriarcha Antiochie a veškerého Východu, Alexandrie a Jeruzaléma" a je z titulu své funkce členem Rady východních katolických patriarchů.
Z tohoto důvodu je sice obvyklou rezidencí patriarcha Damašek, ale oficiálně má vlastní sídlo ve třech archieparchiích, ve kterých je představován patriarchálním vikářem:
- Melchitská metropolitní archieparchie damašská (Sýrie): patriarchální katedrála Zesnutí Panny Marie v Damašku
- Melchitská archieparchie alexandrijská (Egypt): patriarchální katedrála Zesnutí Panny Marie v Alexandrii Egyptské
- Území závislé na patriarchovi – Jeruzalém (Izrael a Palestina): patriarchální katedrála Zvěstování Panny Marie v Jeruzalémě